# Sofia Madalena da Dinamarca
Sofia Madalena (Copenhague, 3 de julho de 1746 – Solna, 21 de agosto de 1813) foi a esposa do rei Gustavo III e rainha consorte da Suécia de 1771 até 1792. Era a filha do rei Frederico V da Dinamarca com sua primeira esposa Luísa da Grã-Bretanha.

## Primeiros anos
Aos cinco anos de idade (1751), Sofia ficou oficialmente prometida ao herdeiro do trono sueco, Gustavo, e foi educada no sentido de se tornar rainha da Suécia. O casamento foi arranjado pelo parlamento e não pela Casa Real da Suécia e não agradou à rainha, Luísa Ulrica da Prússia, que na altura estava já no meio de um longo conflito com o parlamento e que preferia um casamento com a sua sobrinha, Filipina de Brandemburgo-Schwedt. No dia 1 de Outubro de 1766, Sofia casou-se com Gustavo por procuração no Palácio de Christiansborg em Copenhaga. Os dois casaram-se em pessoa no dia 4 de Novembro.
Sofia foi recebida na corte sueca com gentileza por parte do rei Adolfo Frederico, mas a sogra, Luísa Ulrica, a presença mais dominante da corte, odiava-a e o marido ignorava-a completamente. Luísa Ulrica encorajou a distância entre o seu filho e a nora. Sofia Madela foi descrita como sendo bonita; trouxe consigo o maior dote que uma noiva real sueca tinha trazido desde 1680 e foi educada cuidadosamente para ser uma rainha perfeita. Recebeu muitos elogios, mas nunca se tornou popular, uma vez que a sua educação rigorosa dificultou a sua adaptação à corte sueca. Devido à sua personalidade reservada, era vista como fria e arrogante. Após a morte do rei Adolfo Frederico em 1771, Gustavo III tornou-se rei da Suécia. No ano seguinte, Sofia Madalena foi coroada rainha.

## Vida como rainha

Sofia Madalena como princesa da Dinamarca.

A rainha Sofia Madalena era uma pessoa séria e tímida e nunca fez parte do círculo intimo de amizades do rei. Ela e Gustavo tinham personalidades diferentes que faziam com que a distância entre eles fosse ainda maior. Cumpria os seus deveres cerimoniais, mas não gostava do estilo de vida da corte do seu esposo extrovertido. Quando cumpria os seus deveres, a sua cunhada Edviges Isabel Carlota escrevia no seu diário que ela "era forçada a conhecer pessoas". Sofia preferia ficar na sua residência privada, o Palácio de Ulriksdal, sempre que podia.
No famoso diário da rainha Edviges de Holsácia-Gottorp, Sofia é descrita como bonita, fria, silenciosa e altiva, muito educada e formal, reservada e pouco social. Era nas ocasiões formais que ela estava melhor: saía-se lindamente, seguindo a etiqueta da corte e era vista como digna e impressionante. Tinha duas amigas muito intimas, Maria Aurora Uggla Ehrengranat e a Baronesa Virginia Carlota Duwall Manderström. Adorava a solidão, passar os seus dias fechada nos aposentos e jantar sozinha. Organizava uma grande tertúlia social de duas em duas semanas e adorava teatro que ia ver frequentemente. Durante a viagem italiana do marido entre 1783-84, organizava um jantar formal público para a cidade de duas em duas semanas. As suas damas-de-companhia incluíam as mulheres suecas mais conhecidas da época, entre as quais as Três Graças, o nome pelo qual Augusta von Fersen, Ulla von Höpken e Lovisa Meijerfelt eram chamadas e as artistas Marianne Ehrenström e Charlotta Cedercreutz.
Sofia nunca se envolveu em política, excepto numa ocasião durante a guerra em 1788 onde teve a tarefa de iniciar as conversações de paz com a Dinamarca. Chamou o embaixador  dinamarquês, falou com ele e entregou-lhe uma carta para o rei dinamarquês. Durante a guerra russo-sueca (1788-1790) existe uma nota de que ela conheceu dois prisioneiros de guerra russos no parque do Palácio de Haga e lhes deu 100 coroas suecas a cada um. Diz-se que preferia a moda inglesa porque a francesa era demasiado reveladora.

### A questão da sucessão

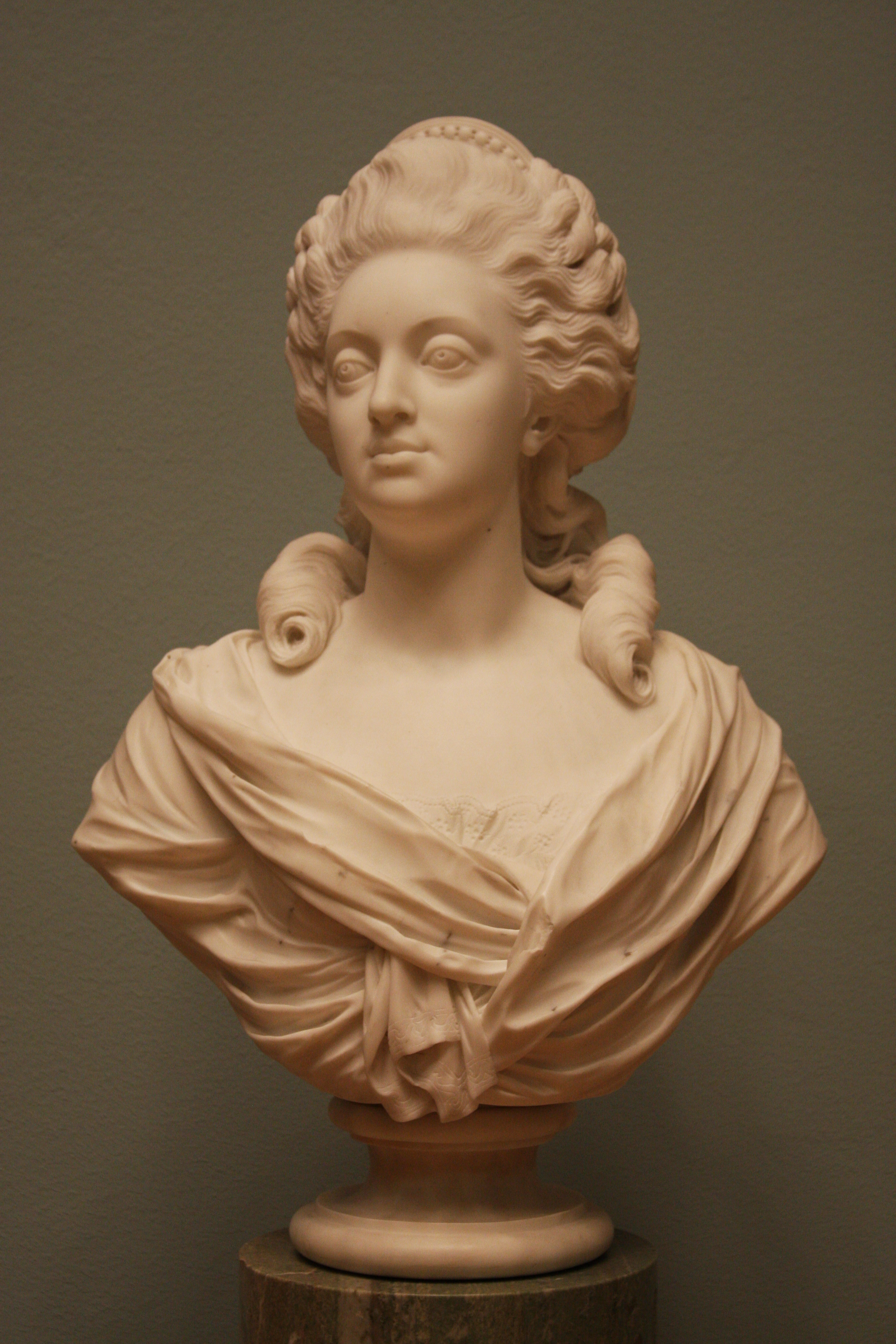
Busto da rainha esculpido em 1783 pelo sueco Johan Tobias Sergel.

Sofia Madalena é mais conhecida na História da Suécia pelo escândalo criado em torno da consumação do seu casamento e legitimidade questionada do seu filho. O seu casamento foi a típica união arranjada da realeza, feita por conveniência política, na qual Sofia Madalena foi descrita pelo marido como sendo "fria como o gelo" nos primeiros tempos. O casamento não foi consumado até 1775, nove anos depois da cerimónia oficial. Este facto foi muito discutido e ridicularizado em algumas cortes europeias. Havia rumores de que o rei era homossexual ou não estava sexualmente desenvolvido. A sua sexualidade, que pode ter afectado muito a vida de Sofia Madalena, uma vez que os casamentos reais tinham como único objectivo o nascimento de herdeiros, tem sido muito debatida. Vários documentos escritos durante a sua vida alegam que ele seria bissexual. A sua falta de experiência sexual pode ter estado relacionada com a sua imaturidade ou talvez tivesse sido assexuada. Durante a sua adolescência, ele esteve apaixonado pela mãe de Axel de Ferse, Edviges Catarina de la Gardie, e, em 1768, teve uma ligação emocional profunda com a nobre Charlotte Du Rietz, apesar de não se saber se o caso foi consumado. Algumas fontes confiáveis explicaram que tanto a rainha como o rei tinham problemas anatómicos sérios que resultavam em complicações eróticas. Erik Lönnroth concluiu que não existem provas especificas para os rumores de que Gustavo III tinha uma inclinação para a homossexualidade ou a bissexualidade, nem nada indica que Gustavo Adolfo fosse ilegítimo.
As dúvidas na relação entre Gustavo III e a sua esposa foram encorajadas pela rainha-viúva que não queria competir com ninguém pela influência no filho. A educação religiosa de Sofia Madalena e a sua personalidade introvertida faziam-na evitar a animada e espontânea corte gustavina, o que a tornavam menos atraente aos olhos do seu marido extrovertido.
Em 1774, o rei arranjou o casamento entre o seu irmão, o futuro rei Carlos XIII da Suécia e Edviges Isabel Carlota de Holsácia-Gottorp para resolver, pelo menos por um tempo, a questão de arranjar um herdeiro para o trono. A Duquesa teve apenas várias gravidezes estéricas e abortos, o que pode ter apressado o rei a resolver a questão da consumação do seu casamento e ter um filho seu.
Em 1778, Sofia Madalena deu à luz um sucessor, Gustavo Adolfo, e em 1782 teve outro filho, Carlos Gustavo, que viveu apenas um ano. Alguns círculos na corte sugeriram que o primeiro filho do rei Gustavo tinha sido fornecido por outra pessoa. Quando o herdeiro nasceu, várias pessoas, incluindo a própria rainha-viúva, acreditaram que o pai seria o Conde Adolfo Frederico Minsque de Fulkila, na altura Riksstallmästare. Vários elementos da corte pública e real acreditaram neste rumor e a concordância da rainha-viúva levou a uma separação de uma ano entre mãe e filho.

### O escândalo da sucessão

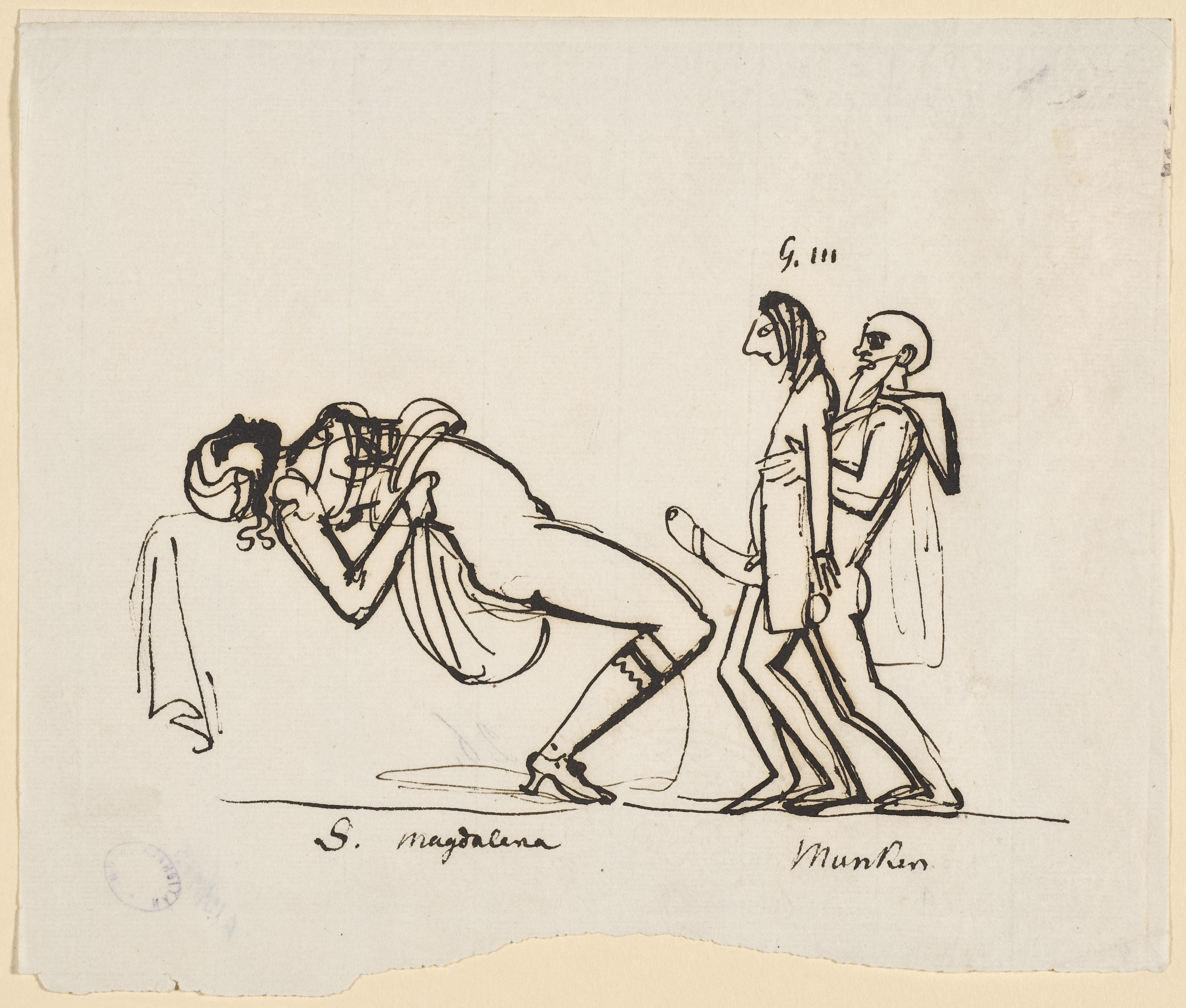
Caricatura mostrando as lições sexuais de Minsque ao casal real.

Minsque era, na verdade, um instrutor sexual. O rei, afirmando ser sexualmente inexperiente, chamou Minsque para o ajudar a reconciliar-se com a sua esposa, e ele instruiu o casal sobre os assuntos relacionados com relações sexuais, mostrando-lhes fisicamente como deveriam consumar o casamento. Minsque, um nobre finlandês era, na altura, mestre do estábulo e amante de Anna Sofia Ramström, a camareira da rainha. Minsque e Ramström deveriam estar presentes num quarto, perto dos aposentos reais, prontos para assistir o casal quando fosse preciso e Minsque foi chamado algumas vezes ao quarto. Minsque escreveu o seu próprio testemunho dos acontecimentos que se encontra preservado nos Arquivos Nacionais da Suécia, no qual disse que, para ter êxito, foi obrigado a tocar nos dois fisicamente.
Quando se soube que Minsque participou na reconciliação do casal real, começaram os rumores de que seria ele o pai do primeiro filho de Sofia Madalena.
Os rumores tornaram-se tema de acusações por parte da oposição política apenas em 1786 e 1789, onde foi afirmado que toda a nação sabia do rumor de que o rei tinha pedido a Minsque para engravidar a rainha. Foram afixados panfletos com estas informações por toda a cidade de Estocolmo.
Esta situação foi também caricaturada por Carl August Ehrensvärd numa carta privada descoberta muito depois (o seu desenho foi publicado em 1987), onde ele escrevia uma série de rumores e piadas sobre Gustavo III, Sofia Madalena e Minsque sem inferir que estes seriam verdadeiros. Também houve um rumor de que a rainha se tinha divorciado secretamente e que se tinha casado com Minsque.
Não existem provas de que Minsque fosse o pai do príncipe-herdeiro. Nem o rei nem a rainha foram descritos como tendo grande interesse em sexo. O Professor Lönnroth sugeriu que os seus problemas anatómicos, conhecidos apenas por algumas pessoas próximas, foram a principal razão pela qual houve um atraso no nascimento de um herdeiro. Contudo, na altura, os rumores tornaram-se mais persistentes quando o casal encheu Minsque de presentes: o rei promoveu-o e a rainha ofereceu-lhe um relógio com a sua imagem, uma pensão e um anel de diamantes.
Algumas socialites da corte ficaram do lado da rainha-mãe, apoiando e espalhando os rumores, tal como Anna Charlotta Schröderheim e Eva Helena Löwen.
O círculo do irmão do rei, o futuro rei Carlos XIII da Suécia, que desejava conseguir o trono, também encorajou estes rumores. A mãe dos dois foi citada como tendo dito durante a gravidez de Sofia Madalena, que havia rumores entre o público de que a futura criança era ilegitima e que ela própria acreditava que o rei tinha contratado Minsque para engravidar a rainha, e que ela nunca aceitaria que o trono fosse parar nas mãos de "um filho ilegitimo de um nobre comum".
A rainha-mãe ordenou que Carlos interrogasse Minsque e a palavra espalhou-se até chegar ao rei que ficou chocado. Sofia Madalena ficou igualmente chocada com as acusações e jurou que nunca mais voltaria a falar com a rainha-viúva outra vez, algo que realmente cumpriu.
O rei forçou a sua mãe a fazer um pedido de desculpas público pelas acusações que tinha feito na presença do resto da família real a 12 de Maio de 1778. A cena gerou muita atenção e quebrou os laços entre Gustavo III e a sua mãe. O escândalo perturbou as celebrações, tal como um incidente com o banquete público. O público foi convidado para um grande banquete para celebrar o nascimento do herdeiro, mas deixaram-se entrar demasiadas pessoas e a multidão entrou em pânico. Entre sessenta e cem pessoas foram pisadas até à morte.
Mesmo assim, os anos entre 1775 e 1783 foram provavelmente os mais felizes da vida de Sofia. A sua relação com o rei estava mais feliz e ela era tratada com respeito depois de ter cumprido o seu dever para com a dinastia. Contudo, após a morte do seu filho mais novo em 1783, o casamento começou a detriorar-se. A Duquesa Edviges Isabel Carlota comentou uma breve reconciliação nos seus diários em 1787, sem esperança de que esta fosse completa ou longa, uma vez que o rei não era "aberto ao charme feminino"; outra insinuação em relação à sua homossexualidade.
Em 1787, Sofia Madalena depositou uma soma de 50.000 coroas suecas numa conta para Minsque, algo que se tornou num rumor de que seria um "presente de despedida". Nesta altura Minsque tinha começado um caso com uma bailarina, Giovanna Bassi, que Sofia Madalena detestava. O rei ficou aterrorizado quando soube que a rainha tinha feito o depósito e tentou fazer com que a transacção não chegasse aos ouvidos do público sem sucesso.
Foi dito que uma criança, nascida do relacionamento de Minsque com Giovanna Bassi, se parecia muito com o Príncipe-herdeiro.

## Últimos anos
Em 1792, Gustavo III foi assassinado. Os conspiradores tinham o objectivo de a tornar regente do filho durante a sua menor idade. Sofia ficou horrorizada com o assassinato do esposo, mas também causou escândalo quando se vestia de luto apenas em cerimónias públicas, mas não em privado. Para ela foi um grande alívio poder retirar-se da vida pública. O seu cunhado, o Duque Carlos, tornou-se regente e ela absteve-se da vida política. Como viúva, Sofia Madalena viveu uma vida retirada e gastava grande parte dos seus esforços em obras de caridade.
Em 1797 insistiu em ignorar o protocolo para receber a sua nora, Frederica de Baden pessoalmente na sua chegada a Estocolmo, uma vez que se lembrava bem como se tinha sentido sozinha na sua chegada como noiva. Durante o reinado do seu filho raramente aparecia na corte, excepto aos Domingos e em apresentações e preferia ficar na sua propriedade.
Em 1809 assistiu à abdicação do seu filho, o rei Gustavo IV Adolfo da Suécia após a Suécia perder a Finlândia para a Rússia. Ficou profundamente afetada pela sua deposição. Ele foi enviado para exílio e substituído pelo tio paterno, Carlos XIII, mas Sofia permaneceu na Suécia até à morte. Em 1810-11 foi uma das únicas pessoas na corte sueca que mostraram simpatia para com Desidéria Clary. Carlos João, Príncipe Herdeiro via-a com suspeita apesar dela lhe assegurar que não o culpava a ele por terem tirado seu filho do trono, estando feliz por recebê-los.